# Lia Fáil

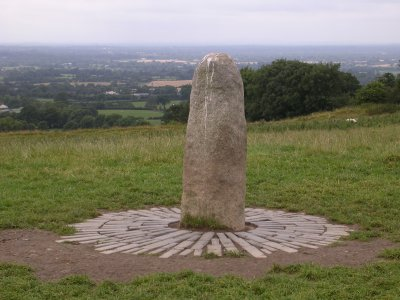
Lia Fáil na Wzgórzu Tary

Lia Fáil (tłum.: wielki kamień z Fáil, zwany też Coronation Stone of Tara - kamień koronacyjny Tary lub Stone of Destiny - kamień przeznaczenia) – to jeden z dwóch kamieni koronacyjnych, znajdujący się na wzgórzu Tara w hrabstwie Meath, ok. 25 mil na północ od Dublina.
Drugim z nich jest tzw. kamień ze Scone, kamień niedawno usunięty ze znajdującego się w Opactwie Westminster krzesła koronacyjnego monarchów brytyjskich i zwrócony Szkocji. Według niektórych historyków oba kamienie to jeden i ten sam.
Lia Fáil według mitologii celtyckiej został przyniesiony do Irlandii przez lud Tuatha Dé Danann i złożony w Tarze. Lia Fáil uważano za kamień magiczny. Gdy prawowity król Irlandii postawił na nim swe stopy, kamień miał ryczeć z radości. Przypisywano mu również zdolność odmładzania władcy i obdarzania go długimi rządami.